# Saint Jérôme (Le Greco)
Pour les articles homonymes, voir Saint-Jérôme (homonymie).
Saint Jérôme est une peinture à l'huile sur toile (108 x 89 cm) réalisée en 1609 par le peintre espagnol d'origine grecque, Le Greco, conservée au Metropolitan Museum of Art à New York.  
Le Greco a peint au moins cinq tableaux de saint Jérôme. Cette toile précède de quelques années la mort de l’artiste. 

## Description
Vêtu de la pourpre cardinalice, Jérôme est assis devant un livre ouvert qui rappelle son travail de traducteur de la Bible du grec vers le latin. Sa figure se découpe sur un fond neutre.    
Son visage émacié, ses joues creuses et sa longue barbe blanche évoquent ses pratiques de pénitent. Ce portrait opère de façon novatrice la synthèse entre les deux facettes du saint, l'érudition et l'ascèse.  

## Analyse
Jérôme est un des saints les plus représentés dans l'art occidental, surtout dans le Baroque. Il est une des images les plus récurrentes de la production artistique du Greco, qui lui représente ici habillé en cardinal. 
Un foyer de lumière illumine toute la scène, qui semble même anticiper le ténébrisme par son intéressant jeu d'ombres. Sa pose rappelle le Portrait du cardinal Tavera et le Portrait de Jerónimo de Cevallos. Les plis profonds des vêtements indiquent l'influence des icônes byzantines et de Michel-Ange, héritage de la peinture de la Renaissance, qui pourtant se réfère aux premières années du peintre en Crète.